# Tephrosia leptoclada
Tephrosia leptoclada är en ärtväxtart som beskrevs av George Bentham. Tephrosia leptoclada ingår i släktet Tephrosia och familjen ärtväxter. Inga underarter finns listade i Catalogue of Life.